# Stjepan Sarkotić
Stjepan Freiherr Sarkotić von Lovćen (también Stefan Sarkotić, Stjepan Sarkotić, o Stephan Sarkotić; 4 de octubre de 1858 - 16 de octubre de 1939) fue un Generaloberst austrohúngaro quien sirvió como Gobernador de Bosnia y Herzegovina y comandante militar de Dalmacia y Montenegro durante la I Guerra Mundial.

## Primeros años
Stjepan Sarkotić nació en Sinac, cerca de la ciudad croata de Otočac el 4 de octubre de 1858 como uno de cuatro hermanos. Su padre era el Teniente Matija Sarkotić del Regimiento de la Frontera de Otočac N.º 2. Después de asistir a la escuela secundaria en Senj, ingresó en la Escuela Militar en Sankt Pölten, y después asistió a la Academia Militar Teresiana en Wiener Neustadt.

## Carrera militar
En 1884 obtuvo su primer puesto militar en el Regimiento Königgrätz, y después fue transferido al 16.º Regimiento de Infantería en Trebinje, Herzegovina. En 1886, estuvo estacionado en Mostar con la Brigada de Montaña N.º 1. Hasta 1887 estuvo involucrado en acciones militares que ocurrieron en Bosnia y Herzegovina y en Krivošije en Montenegro. Para 1889 fue promovido al rango de capitán y asignado al Cuerpo de Estado Mayor General en Viena. En este punto estuvo asignado a obtener inteligencia de naciones extranjeras. A tal fin viajó al extranjero a Serbia, Bulgaria y Macedonia, y a la ciudad rusa de Kazán, donde aprendió a hablar ruso. Después de su vuelta, trabajó en el Servicio de Inteligencia del Estado Mayor General, y después trabajó con tropas sobre el terreno.
Tan pronto como se convirtió en mayor, fue asignado para ser comandante del estado mayor de la 7.ª División de Infantería en Osijek, donde permaneció cuatro años. Después, fue asignado al Regimiento en Praga como teniente coronel. Entre 1900 y 1903 fue jefe de Estado Mayor en la ciudad portuaria de Pula durante el tiempo en que se hizo coronel en 1901. Después de su servicio en Pula, fue asignado para ser comandante del estado mayor del XII Cuerpo en Sibiu en Transilvania. En 1907 se convirtió en comandante de la 5.ª Brigada de Infantería en Linz, y en el mismo año fue promovido a mayor general. En 1908 se convirtió en comandante del 88.º Regimiento de Tierra de Rifles, y en 1910 fue asignado para ser comandante de la 44.ª División de la Guardia Nacional. El 2 de noviembre de 1911 fue promovido a feldmarschalleutnant. El emperador Francisco José lo eligió para la nobleza en 1908.
El 10 de abril de 1912 Sarkotić fue nombrado general del Distrito VI del Honvéd Real Húngaro, sucediendo a su paisano Svetozar Boroević en el puesto. Sarkotić también era comandante de la Guardia Nacional del Reino de Croacia-Eslavonia con sede en Zagreb.

## Gobernador de Bosnia y Herzegovina
Con el inicio de la I Guerra Mundial, Sarkotić era uno de los jefes militares de las fuerzas austrohúngaras en la campaña serbia, comandando la 42.ª División de Infantería de la Guardia Nacional, que era parte del XII Cuerpo. Manejó bien sus obligaciones a pesar de los reveses por parte de los austrohúngaros. En 1914 fue condecorado con la Orden de la Corona de Hierro de 2.ª Clase.
Debido a infructuosa resistencia al Ejército serbio, Oskar Potiorek fue remplazado por Sarkotić como Gobernador de Bosnia y Herzegovina el 22 de diciembre de 1914. Al mismo tiempo, fue nombrado comandante de la 15.ª y 16.ª división, y promovido al rango de general de infantería. Con estos puestos, Sarkotić ejerció tanto el poder civil como militar en Bosnia y Herzegovina. Como gobernador de Bosnia y Herzegovina entendió la necesidad de reformas en la región tanto de Austria como de Hungría debido a lo que vio como el peligro de un estado yugoslavo. Sarkotić disolvió formalmente la Dieta de Bosnia en febrero de 1915. La última vez que se reunió la Dieta hasta entonces fue el 29 de junio de 1914.
En 1916 Sarkotić comandó el ala occidental de la campaña de Montenegro desde la base naval en Kotor. Sus tropas atacaron las fuerzas montenegrinas en el monte Lovćen. En dos días sus fuerzas tomaron Lovćen y tres días después la capital montenegrina, Cetiña, estuvo bajo su control. Por el éxito de esta operación, Sarkotić fue galardonado con la Orden de Leopoldo de Primera Clase con Decoración de Guerra y Espadas y la Medalla al Mérito Militar de Bronce con Espadas. También fue creado barón húngaro, aceptando el tratamiento de von Lovćen, y fue después referido oficialmente como Stefan Barón Sarkotić von Lovćen en la corte austríaca. Aunque este título de barón era húngaro, Sarkotić fue a menudo referido como Freiherr Sarkotić von Lovćen en alemán.
En 1917 fue promovido a Generaloberst (Coronel General). Continuó en su puesto en Bosnia y Herzegovina hasta 1918. Con la disolución de la Monarquía Dual, se retiró en diciembre de 1918. Sin embargo, Sarkotić fue encarcelado por funcionarios del recién proclamado Reino de los Serbios, Croatas y Eslovenos junto con otros opositores políticos al nuevo estado. Sarkotić era un ferviente anti-Serbio y anti-Yugoslavo. Durante su mandato como gobernador de Bosnia y Herzegovina sugirió la unificación de Croacia-Eslavonia con Dalmacia y Bosnia y Herzegovina. No obstante, la élite política de Austria-Hungría nunca tomó muy en serio la amenaza de un estado Eslavo Meridional. István Tisza, primer ministro de Hungría sugirió un plebiscito, pero las acciones fueron demasiado pocas y demasiado tarde. Por recomendación de Sarkotić, Tisza se reunió con Ivo Pilar y Josip Vancaš, miembros anti-Yugoslavos de la Unión del Pueblo Croata en la Dieta de Bosnia y Herzegovina, durante su visita a Sarajevo en septiembre de 1918.

## Emigración

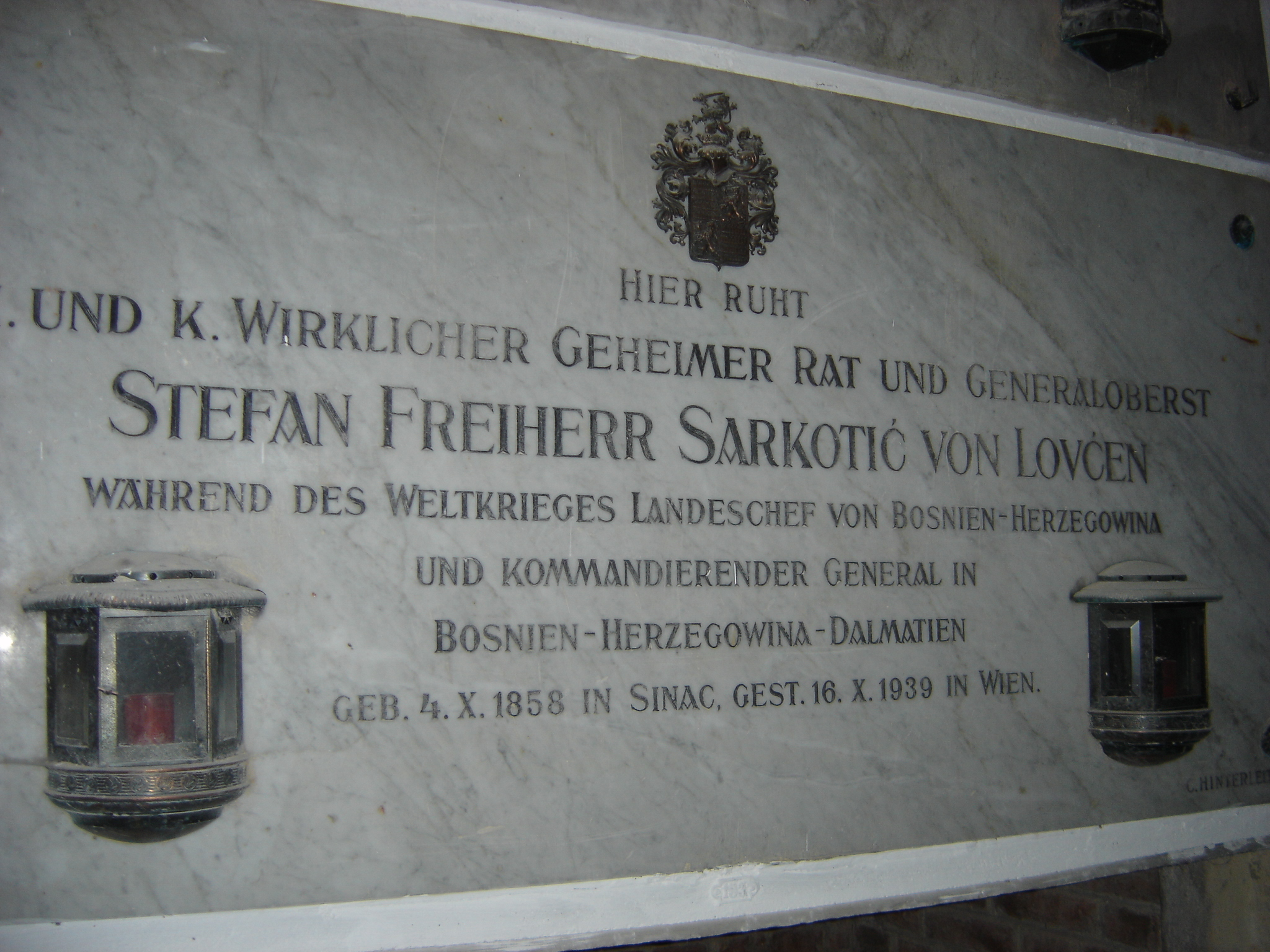
Tumba de Sarkotić en Viena.

Después de su liberación retornó a Viena. Aquí estuvo involucrado con grupos emigrados croatas. Frecuentemente escribió contra el gobierno serbio de la dinastía Karađorđević en el Reichspost austríaco. También formó y fue el jefe del grupo conocido como Comité Croata. Aunque inicialmente los croatas emigrados estaban unidos, después se dividieron en dos grupos, uno el de los legitimistas, liderados por Sarkotić y Stjepan Duić, y el otro el de los republicanos, liderados por Ivo Frank. Los legitimistas, mayormente antiguos oficiales austrohúngaros, apoyaban la reunificación de Austria-Hungría. Sarkotić consideraba que los croatas estaban en peligro en Yugoslavia debido al fuerte nacionalismo serbio y la enorme influencia de la Iglesia ortodoxa serbia. Sin embargo, debido a que no había simpatías por la antigua Monarquía austrohúngara entre los croatas, el Comité tenía poca influencia en Croacia.
En 1932, el político de derechas Ante Pavelić fundó la Ustaša - Movimiento Croata Revolucionario en Italia. La organización de Pavelić eclipsó al Comité de Sarkotić tanto numéricamente como por su fanatismo, lo que condujo a una eventual disminución de la influencia de Sarkotić entre los emigrados croatas. Sarkotić murió en Viena en 1939.